# The City (album)
The City är ett musikalbum med instrumentalmusik av Vangelis.
Utifrån låtarnas titlar och musiken kan man tolka musiken till att någon anländer tidigt på morgonen till en främmande stad, tillbringar dagen i staden och åker vidare på kvällen.

## Låtlista
1. Dawn
2. Morning Papers
3. Nerve Centre
4. Side Streets
5. Good To See You
6. Twilight
7. Red Lights
8. Procession

## Medverkande
- Roman Polanski och Emmanuelle Seigner: steg och röster
- Kathy Hill: röst på stycke 5
- Mikamo Yuko och Kimura Rieko: japanska röster på stycke 6 och 7.